# Barcelona (álbum)

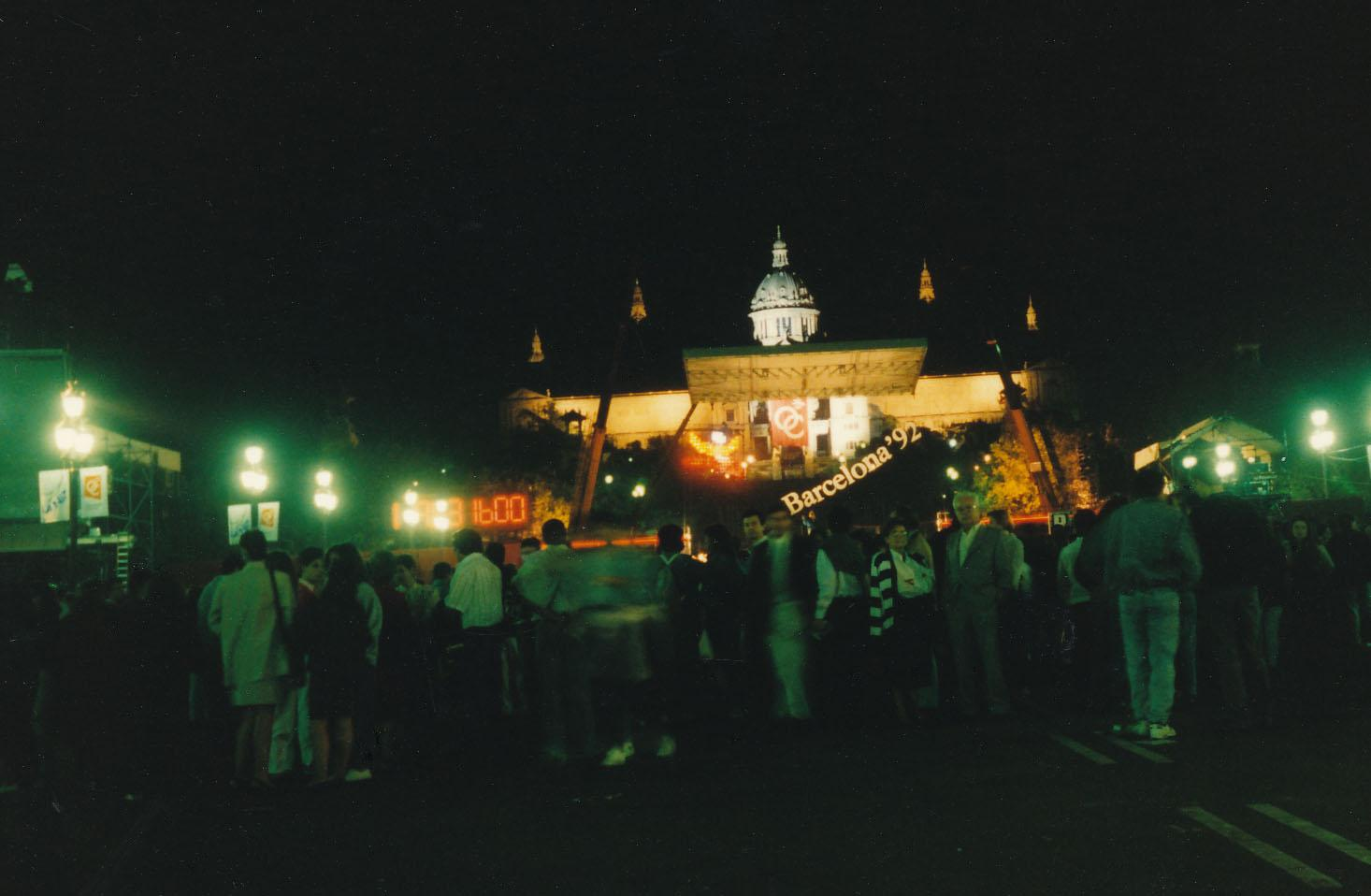
Concertos em Barcelona, 1988 - por ocasião da chegada da "Bandeira Olímpica", com Montserrat Caballé e Freddie Mercury cantando a canção olímpica "Barcelona".

Barcelona é o segundo e último álbum de estúdio do cantor e compositor britânico Freddie Mercury em sua carreira solo. Foi lançado em 1988 e conta com a participação da cantora lírica espanhola Montserrat Caballé em practicamente todas as faixas. Freddie sempre sonhou em gravar um disco de ópera com Montserrat Caballé, facto que se concretizou em 1988, e até hoje é um dos encontros musicais mais bem sucedidos do cantor
A canção foi escolhida para ser o hino dos Jogos Olímpicos de 1992 na Espanha, mas Mercury morreu em menos de sete meses antes do início dos jogos. Ela foi, no entanto, apresentada na cerimônia de abertura, e foi usada como a música título da cobertura dos Jogos Olímpicos pela BBC. O vídeo da música foi filmado na maior discoteca do mundo, Privilege em Ibiza.
Uma edição especial do álbum foi lançada em 3 de setembro de 2012. Esta edição apresenta uma nova versão do álbum com as faixas instrumentais anteriores substituídas por novas, orquestração e percussão sinfônica ao invés de sintetizadores e teclados. O álbum original de 1988 foi produzido por Mike Moran e Freddie Mercury.
| Críticas profissionais                                                      | Críticas profissionais |
| Avaliações da crítica                                                       | Avaliações da crítica  |
| Fonte                                                                       | Avaliação              |
| --------------------------------------------------------------------------- | ---------------------- |
| allmusic                                                                    | (sem nota)             |
| Esta tabela precisa de ser acompanhada por texto em prosa. Consulte o guia. |                        |

## Faixas
- Todas as músicas escritas por Freddie Mercury e Mike Moran, exceto as faixas 3,4 e 5.

| N.º | Título                                         | Duração |  |
| 1.  | "Barcelona"                                    | 5:37    |  |
| 2.  | "La Japonaise"                                 | 4:49    |  |
| 3.  | "The Fallen Priest" (Mercury, Moran, Tim Rice) | 5:46    |  |
| 4.  | "Ensueño" (Mercury, Moran, Montserrat Caballé) | 4:27    |  |
| 5.  | "The Golden Boy" (Mercury, Moran, Rice)        | 6:04    |  |
| 6.  | "Guide Me Home"                                | 2:49    |  |
| 7.  | "How Can I Go On"                              | 3:51    |  |
| 8.  | "Overture Piccante"                            | 6:40    |  |

## Conteúdo

### "Barcelona"
A música foi composta e produzida por Mike Moran e Freddie Mercury. As sessões de gravação incluem violinos de Homi Kanga e Laurie Lewis, violoncelo de Deborah Ann Johnston, trompa de Barry Castle e percussão de Frank Ricotti. "Barcelona" foi escolhido para ser o hino das Olimpíadas de 1992 na Espanha, mas Mercury morreu menos de sete meses antes dos jogos. Ele foi, no entanto, apresentado na cerimônia de abertura, e foi usado como música-título para a cobertura da BBC dos Jogos Olímpicos de 1992. O videoclipe foi filmado na maior boate do mundo, Ku, atualmente chamada Privilege em Ibiza.
Russell Watson cobre em seu álbum The Voice com Shaun Ryder.

### "La Japonaise"
A música foi gravada em 9 de novembro de 1987 (uma demo inicial é de 1º de setembro). Mercury escreveu todas as letras, incluindo as em japonês, e cantou algumas partes em falsete que foram mantidas na versão final.

### "The Fallen Priest"
Originalmente uma peça de piano virtuosa de Moran com alguns vocais altos de Mercury, foi nomeada "Revenge Rachmaninov" (demos de 26 de janeiro e 19 de fevereiro, respectivamente). Em seguida, foi nomeado "The Duet" e, finalmente, "The Fallen Priest", quando Tim Rice escreveu a letra para ele. Elaine Paige estava vivendo com Rice na época e ela estava trabalhando em um álbum de covers do Queen. Também lançado em 1987, também foi produzido por Moran, que conduziu a orquestra, escreveu os arranjos e tocou piano e teclados. O riff de piano final tem uma forte semelhança com o final do primeiro movimento do compositor russo Sergei Rachmaninov Piano Concerto No. 2

### "Ensueño"
Quando Mercury conheceu Montserrat Caballé em março de 1987, ele trouxe uma peça que ele e Moran haviam composto chamado "Exercises in Free Love", ao qual Caballé acrescentou letras e se tornou "Ensueño" mais tarde. Ela pediu-lhe para cantar em sua voz natural (barítono) voz.

### "The Golden Boy"
Essa música também incluiu letras de Rice e foi gravada em 1 de dezembro de 1987 (as primeiras demonstrações vêm de 2 de maio e 9 de novembro). O coral evangélico de celebridades incluía Madeline Bell, Dennis Bishop, Lance Ellington, Miriam Stockley, Peter Straker, Mark Williamson e Carol Woods. Straker foi amigo de Mercury que o ajudou com algumas letras de "I'm Going Slightly Mad", e Stockley cantou mais tarde com Brian May.

### "Guide Me Home"
Originalmente intitulado "Freddie's Overture", foi um dos últimos números a ser escrito (início de 1988). A música foi originalmente lançada como um single no Japão com outras faixas do LP , "How Can I Go On" e "Overture Piccante", que foi lançado como um maxi-single | maxi CD único na Holanda em 2000.

### "How Can I Go On"
Essa música vem da primavera de 1987. No álbum, seu início está perfeitamente integrado ao final da faixa anterior. Possui John Deacon no baixo. Esta canção fez parte da trilha sonora internacional da telenovela brasileira "Que Rei Sou Eu" exibida pela TV Globo em 1989, como tema da Rainha Valentine, interpretada pela atriz Tereza Rachel

### "Overture Piccante"
A última faixa do álbum mistura partes de outras faixas em uma nova peça.

## Special edition (2012)
A edição especial de 2012 substitui a instrumentação original, criada usando sintetizadores e samplers, com uma orquestra sinfônica completa.
A partitura foi transcrita e re-orquestrada por Stuart Morley, o diretor musical do musical de Queen, We Will Rock You, que também é o produtor do álbum. Morley escutou o disco original para capturar a harmonia e as partes principais, depois reorquestrou a partitura com papel, caneta e borracha tradicionais, usando "Treatise on Orchestration" e "Nikolai Rimsky-Korsakov " , Scheherazade (Rimsky-Korsakov "," Tchaikovsky "Sinfonia n º 4 (Tchaikovsky)" e Debussy "La mer (Debussy)"como referência.
A partitura foi realizada pela Orquestra FILMFarmônica de Praga. Naoko Kikuchi gravou uma parte koto (instrumento)  para "La Japonaise", enquanto Rufus Taylor, o filho de Roger Taylor, gravou tambores para "The Golden Boy" e "How Can I Go On", e violinista clássico David Garrett (músico)  gravou um novo solo de violino para o último. O baixo de John Deacon permaneceu em "How Can I Go On".

### Disco um – Novo álbum orquestrado
1. "Barcelona" – 5:43
2. "La Japonaise" – 4:52
3. "The Fallen Priest" – 5:46
4. "Ensueño" – 4:22
5. "The Golden Boy" – 6:04
6. "Guide Me Home" – 2:50
7. "How Can I Go On" – 3:49
8. "Exercises in Free Love" – 3:57
9. "Overture Piccante" – 6:47
10. "How Can I Go On" [Faixa  bônus com David Garrett] – 3:56

### Disco dois – The Best of the Rarities and Session Outtakes
1. "Exercises in Free Love" [1987 B-side] 4:26
2. "Barcelona" [Versão Antecipada: Freddie's Demo Vocal] - 4:21
3. "La Japonaise" [Versão Antecipada: Freddie's Demo Vocal] - 4:41
4. "Revenge Rachmaninov (The Fallen Priest)" [Versão posterior: Freddie Demo Vocal] - 5:51
5. "Ensueño" [Live Live do Monsterrat] - 5:36
6. "The Golden Boy" [Versão inicial: Freddie Demo Vocal] - 3:54
7. "Guide Me Home" [Versão Alternativa] - 2:50
8. "How Can I Go On" [Versão alternativa] - 4:03
9. "How Can I Go On" [Versão alternativa para piano] - 3:44

### Disco Três – Album orchestral version
1. "Barcelona" [Instrumental] – 5:39
2. "La Japonaise" [Instrumental] – 4:51
3. "The Fallen Priest" [Instrumental] – 5:47
4. "Ensueño" [Instrumental] – 4:01
5. "The Golden Boy" [Instrumental] – 6:03
6. "Guide Me Home" [Instrumental] – 2:50
7. "How Can I Go On" [Instrumental] – 3:37
8. "Exercises in Free Love" [Instrumental] – 3:57
9. "Overture Piccante" [Instrumental] – 6:43

### Disco Quatro – DVD
- Clube Ibiza Performance

1. "Barcelona"

- La Nit Barcelona Performance

1. "Barcelona"
2. "How Can I Go On"
3. "The Golden Boy"

- Barcelona [Classic Video]
- Barcelona [The Special Edition EPK]
- Barcelona [2012 Edit by Rhys Thomas]

## Pessoal
- Freddie Mercury - voz, piano,  produção, arranjo s
- Montserrat Caballé - vocais
- Mike Moran -  teclados,  programação, produção, arranjos
- David Richards - produção
- John Deacon - baixo ("How Can I Go On")
- Homi Kanga - violino ("Barcelona")
- Laurie Lewis - violino ("Barcelona")
- Deborah Ann Johnston - cello ("Barcelona")
- Barry Castle -  chifre ("Barcelona")
- Frank Ricotti -  percussão ("Barcelona")
- Madeline Bell - backing vocals ("The Golden Boy")
- Dennis Bishop - backing vocals ("The Golden Boy")
- Lance Ellington - backing vocals ("The Golden Boy")
- Pamela Quinlan - backing vocals ("The Golden Boy")
- Miriam Stockley - backing vocals ("The Golden Boy")
- Peter Straker - backing vocals ("The Golden Boy")
- Mark Williamson - backing vocals ("The Golden Boy")
- Carol Woods - backing vocals ("The Golden Boy")

## Desempenho nas paradas

### Album
| País          | Colocação | Colocação     | Colocação     | Colocação     | Vendas      |
|               | 1988:     | 1988:         | 1992 reissue: | 1992 reissue: | Certificado |
| Peak position | Weeks     | Peak position | Weeks         |               | Certificado |
| ------------- | --------- | ------------- | ------------- | ------------- | ----------- |
| Austria       |           |               | 24            | 6             | –           |
| Alemanha      |           |               | 41            | 18            | –           |
| Japão         |           |               | 93            | 1             |             |
| Holanda       |           |               | 9             | 22            |             |
| Nova Zelândia |           |               | 13            | 9             |             |
| Suécia        |           |               | 37            | 1             |             |
| Suíça         |           |               | 18            | 5             | Platinum    |
| Reino Unido   | 25        |               | 15            | 8             | Silver      |
| USA           |           |               | 6             |               | –           |

### Singles
"Barcelona" (1987/1992)
| Pais        | Charts        | Charts |
|             | Peak position | Weeks  |
|             | 1987:         | 1987:  |
| ----------- | ------------- | ------ |
| Reino Unido | 8             | 9      |
| Suécia      | 15            |        |
| Holanda     | 34            | 3      |
|             | 1992 reissue: |        |
| Holanda     | 2             | 10     |
| Reino Unido | 2             | 8      |
| Suíça       | 8             | 13     |
| Suécia      | 12            |        |
| Austrália   | 42            | 3      |

"The Golden Boy" (1988)
| País        | Charts        | Charts |
|             | Peak position | Weeks  |
| ----------- | ------------- | ------ |
| Reino Unido | 80            |        |

"How Can I Go On" (1989)
| País | Charts        | Charts |
|      | Peak position | Weeks  |
| ---- | ------------- | ------ |
| 95   |               |        |